# Sinfonia n. 15 (Mozart)

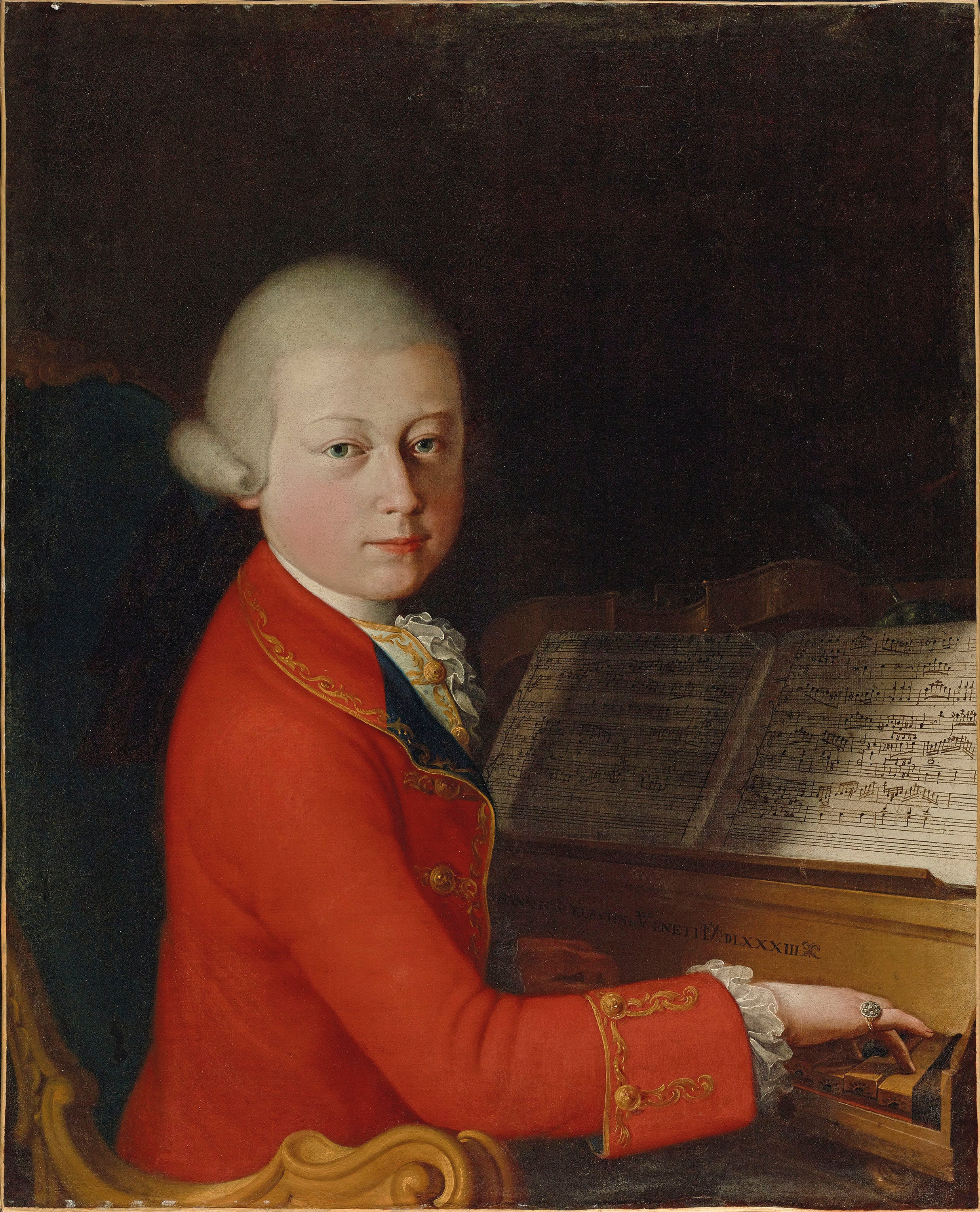
Wolfgang Amadeus Mozart nel 1770.

La sinfonia n. 15 in Sol maggiore K 124 è una composizione di Wolfgang Amadeus Mozart completata a Salisburgo il 21 febbraio 1772.

## Storia

### Contesto
La carriera di Mozart come sinfonista era iniziata a Londra durante la grande tournée europea della famiglia Mozart fra il giugno 1763 e il novembre 1766. Il padre, Leopold, aveva pianificato il viaggio per esibire il talento dei propri figli, Wolfgang e Maria Anna, presso le principali corti europee. In questo periodo Wolfgang venne a contatto con le principali tradizioni musicali europee (tedesca, britannica, francese e italiana) e realizzò le sue prime sinfonie, che si ponevano nel solco delle composizioni in tre movimenti all'italiana in stile galante di Carl Friedrich Abel e di Johann Christian Bach. Inoltre, ascoltò anche le sinfonie di altri compositori come Thomas Arne, William Boyce e Giuseppe Sammartini.
In seguito, Leopold e i suoi figli trascorsero diversi mesi nel 1768 a Vienna durante i quali Wolfgang adattò il proprio stile ai gusti del pubblico viennese, adottando fra le varie cose la struttura della sinfonia in quattro movimenti. Wolfgang e suo padre Leopold fecero tre viaggi in Italia fra il dicembre 1769 e il maggio 1773. In questo periodo Wolfgang alternò i suoi viaggi con soggiorni a Salisburgo, durante i quali compose l'opera Mitridate, re di Ponto, oltre a diverse sinfonie influenzate dal gusto italiano. Nel 1772 e nel 1773 Mozart visse un periodo di entusiasmo per la scrittura sinfonica, componendo ogni anno sette nuove sinfonie (dalla n. 15 alla n. 27). Ridusse poi la sua attività in questo campo e, nei due anni successivi, apparvero solo tre nuove sinfonie (le n. 28, n. 29 e n. 30).

### Composizione
La sinfonia n. 15 venne completata fra il secondo e il terzo viaggio di Mozart in Italia. La prima pagina del manoscritto reca l'iscrizione autografa «Sinfonia del Sigr: Cavaliere Wolfgango Amadeo Mozart Salisburgo 21 febrario 1772». Mozart era stato insignito del titolo di cavaliere dall'Ordine dello Speron d'oro da papa Clemente XIV il 4 luglio 1770. Lo scopo originario di questa composizione è sconosciuto.

### Prima esecuzione e pubblicazione
La data e il luogo della prima esecuzione non sono noti. Il manoscritto autografo è conservato presso la Biblioteca Jagellonica di Cracovia e può essere consultato online. La prima edizione a stampa fu pubblicata nel 1880 da Breitkopf & Härtel a Lipsia, che la stampò con il nome Wolfgang Amadeus Mozarts Werke, Serie VIII, No. 15.

## Strumentazione
La partitura è scritta per un'orchestra composta da:
- Archi: violino 1° e 2°, viola, violoncello/contrabbasso.
- Fiati: due oboi.
- Ottoni: due corni.

La partitura non prevede espressamente il fagotto e il clavicembalo ma, nelle orchestre dell'epoca, era prassi comune utilizzare questi due strumenti, se presenti, per rinforzare la linea del basso o come basso continuo, anche senza notazione separata.

## Struttura e analisi
La sinfonia è formata da quattro movimenti:
1. Allegro, in Sol maggiore, tempo 3/4.
2. Andante, in Do maggiore, tempo 2/4.
3. Minuetto, in Sol maggiore, tempo 3/4, e Trio, in Re maggiore, tempo 3/4.
4. Presto, in Sol maggiore, tempo 2/4.

L'esecuzione integrale dura circa 12 minuti.

### Allegro
Il primo movimento, Allegro, è composto in Sol maggiore, in tempo 3/4 e segue la forma-sonata. In questo movimento permangono gli influssi stilistici italiani che avevano caratterizzato le composizioni di Mozart fino ad allora, ma inizia a intravedersi una maggiore elaborazione contrappuntistica. Di seguito, l'incipit del movimento:

### Andante
Il secondo movimento, Andante, è composto in Do maggiore ed è in tempo 2/4. Si tratta di un tempo lento in cui gli archi hanno il ruolo principale, presentando due temi e un lungo ritornello, al quale si aggiunge poi uno sviluppo. Il secondo tema viene esposto dagli oboi e dai corni con una caratterizzazione armonica di gusto italiano. Di seguito, l'incipit del movimento:

### MinuettoeTrio
Il terzo movimento, Minuetto e Trio, è composto in Sol maggiore, che diventa Re maggiore nel trio, ed è in tempo 3/4. Il minuetto ha carattere marziale e presenta una contrapposizione tra archi e fiati, mentre il trio è un cantabile per archi. Di seguito, gli incipit di entrambi:

### Presto
Il quarto e ultimo movimento, Presto, riprende la tonalità iniziale di Sol maggiore e l'indicazione di tempo è 2/4. Si tratta di un rondò brillante, aperto da un ritmo da fanfara, che si sviluppa attraverso una serie eccentrica di accordi sincopati, tremoli e giochi imitativi. Di seguito, l'incipit del movimento: